# Mirai Keisatsu Urashiman
Mirai Keisatsu Urashiman (未来警察ウラシマン, "Urashiman, el policía del futuro") es un manga escrito por Hirohisa Soda, ilustrada por Noboru Akashi y Haruka Inui y fue publicado por Akita Shoten en Shūkan Shōnen Champion. Fue adaptado a una serie de anime por Tatsunoko Production y se transmitió del 9 de enero al 24 de diciembre de 1983 en Fuji TV. Más tarde fue estrenado en Alemania y Suecia como Rock'n Cop, en Finlandia como Rocki-kyttä (Rocki-Cop), en Francia como Super Durand, y en Italia como Ryo, un ragazzo contro un impero ("Ryo, un muchacho contra un imperio").
Saban Entertainment lo dobló al inglés con el título Rock'n Cop, pero este doblaje nunca se estrenó en Estados Unidos. Sin embargo, la versión de Saban se utilizó como base para las versiones alemana, sueca y finlandesa. Se estaba trabajando en una versión cinematográfica, pero también se abandonó.  El anime tiene licencia de Sentai Filmworks en Norteamérica.

## Argumento
La trata sobre un joven y su gato perseguidos por la policía durante una noche tormentosa en una ciudad de 1983. El joven conduce su automóvil justo en medio de un ciclón y queda atrapado en una anomalía de espacio y tiempo. Como resultado, terminan en el año 2050.
Al sufrir una pérdida total de la memoria, pronto descubre que está siendo perseguido por las fuerzas de Necrime, una importante organización criminal dirigida por Ludovich. Al tomar el nombre de Ryū Urashima, el joven se une a la fuerza policial y lucha contra Necrime. Se le unen en la lucha Sophia, una ex monja despreocupada, y Claude, un compañero oficial. La unidad está dirigida por el inspector Gondo Toru. También lo acompaña su gato, Myaa, quien hizo el viaje en el tiempo con él y es uno de los pocos vínculos con su pasado que recuerda.

## Personajes

### División de Policía 38 (Fuerza de Policía Magna)
Ryū Urashima (ウラシマ・リュウ?) / Urashiman
 Seiyū: Michitaka Kobayashi
Claude Mizusawa (クロード（蔵人）・水沢?)
 Seiyū: Akira Kamiya
Sophia Nina Rose (ソフィア・ニーナ・ローズ?)
 Seiyū: Keiko Yokozawa
Myaa (ミャー?)
 Seiyū: Masako Katsuki
Inspector Tōru Gondō (権藤 透?)
 Seiyū: Tōru Ōhira

### Necrime
Adolf von Ludwig (アドルフ・フォン・ルードヴィッヒ?)
 Seiyū: Kaneto Shiozawa
Mylène Savelyeva (ミレーヌ・サベリーエワ?)
 Seiyū: Haruko Kitahama
Jitanda Funda (ジタンダ・フンダ?) / Yetander
 Seiyū: Mayumi Tanaka
Stinger Wolf (スティンガー・ウルフ?)
 Seiyū: Tesshō Genda
Stinger Cat (スティンガー・キャット?)
Expresado por: Yuri Nashiwa}}
Stinger Hawk (スティンガー・ホーク?)
 Seiyū: Shinya Ōtaki
Stinger Shark (スティンガー・シャーク?)
 Seiyū: Issei Futamata
Stinger Bear (スティンガー・ベアー?)
 Seiyū: Yū Shimaka
Führer (総統フューラー?)
 Seiyū: Eiji Maruyama, Kazuyuki Sogabe (joven)
Josephine Catsburg (ジョセフィーヌ・キャッツバーグ?)
 Seiyū: Yoshiko Sakakibara